# F. G. "Teddy" Oke Trophy
Il F. G. "Teddy" Oke Trophy è un premio annuale della American Hockey League che viene assegnato alla squadra con il record migliore della North Division. È uno dei premi più antichi dell'hockey su ghiaccio ed è il più antico trofeo consegnato dalla AHL, passato tuttavia attraverso due leghe professionistiche precedenti. Prende il proprio nome da Teddy Oke, proprietario dei Kitchener Millionaires, squadra della Canadian Professional Hockey League (CPHL).

## Storia
Dopo la stagione 1928-29 della CPHL, i campioni dei Windsor Bulldogs conservarono il titolo conquistato e lo portarono con sé presso la International Hockey League nella stagione 1929-30. L'Oke Trophy rimase il trofeo per il titolo della IHL fino al 1936 quando la lega si unì alla Canadian-American Hockey League per formare la International American Hockey League (I-AHL), precursore della AHL.
Le quattro squadre della IHL andarono a costituire la West Divisione della nuova I-AHL, e la migliore fra queste al termine della stagione conquistava l'Oke Trophy. Tale situazione continuò fino alla stagione 1952-53, quando diventò il trofeo per la miglior squadra della stagione regolare della American Hockey League, mentre la Calder Cup rimase il trofeo per i vincitori dei playoff della AHL. Nella stagione 1960-61 i vincitori dell'Oke Trophy, gli Springfield Indians, portarono via il trofeo nella East Division, portando alla nascita del John D. Chick Trophy per sostituire l'Oke Trophy come riconoscimento per i vincitori della West Division. A partire dalla stagione 1961-62 la AHL assistette a numerosi riallineamenti delle franchigie; a partire dalla stagione 2015-16 l'Oke Trophy è diventato il trofeo per i vincitori della North Division.

## Vincitori
| Vittorie | Squadra               |
| -------- | --------------------- |
| 9        | Cleveland Barons      |
| 8        | Hershey Bears         |
| 5        | Springfield Indians   |
| 5        | Maine Mariners        |
| 5        | Providence Reds       |
| 4        | Springfield Falcons   |
| 4        | Nova Scotia Voyageurs |
| 3        | WBS Penguins          |
| 3        | Sherbrooke Canadiens  |
| 3        | Quebec Aces           |
| 3        | Buffalo Bisons        |
| 3        | Indianapolis Capitals |
| 2        | Hartford Wolf Pack    |
| 2        | Bridgeport S. Tigers  |
| 2        | Binghamton Sen.s      |
| 2        | Worcester IceCats     |
| 2        | Providence Bruins     |
| 2        | Adirondack R. Wings   |
| 2        | Fredericton Express   |
| 2        | New Brunswick Hawks   |
| 2        | Pittsburgh Hornets    |
| 2        | Detroit Olympics      |
| 2        | Buffalo Bisons        |
| 1        | Toronto Marlies       |
| 1        | Phila. Phantoms       |
| 1        | Albany River Rats     |
| 1        | Rochester Americans   |
| 1        | Boston Braves         |
| 1        | St. Louis Flyers      |
| 1        | Syracuse Stars        |
| 1        | London Tecumsehs      |
| 1        | Cleveland Indians     |
| 1        | London Panthers       |

### Campioni della Canadian Professional League (1927-1929)
| Stagione | Squadra             | Titolo |
| -------- | ------------------- | ------ |
| 1926-27  | London Panthers     | 1      |
| 1927-28  | Stratford Nationals | 1      |
| 1928-29  | Windsor Bulldogs    | 1      |

### Campioni dell'International Hockey League (1930-1936)
| Stagione | Squadra           | Titolo |
| -------- | ----------------- | ------ |
| 1929-30  | Cleveland Indians | 1      |
| 1930-31  | Windsor Bulldogs  | 2      |
| 1931-32  | Buffalo Bisons    | 1      |
| 1932-33  | Buffalo Bisons    | 2      |
| 1933-34  | London Tecumsehs  | 1      |
| 1934-35  | Detroit Olympics  | 1      |
| 1935-36  | Detroit Olympics  | 2      |

### Campioni della West Division (1937-1952)
| Stagione | Squadra               | Titolo |
| -------- | --------------------- | ------ |
| 1936-37  | Syracuse Stars        | 1      |
| 1937-38  | Cleveland Barons      | 1      |
| 1938-39  | Hershey Bears         | 1      |
| 1939-40  | Indianapolis Capitals | 1      |
| 1940-41  | Cleveland Barons      | 2      |
| 1941-42  | Indianapolis Capitals | 2      |
| 1942-43  | Buffalo Bisons        | 1      |
| 1943-44  | Cleveland Barons      | 3      |
| 1944-45  | Cleveland Barons      | 4      |
| 1945-46  | Indianapolis Capitals | 3      |
| 1946-47  | Cleveland Barons      | 5      |
| 1947-48  | Cleveland Barons      | 6      |
| 1948-49  | St. Louis Flyers      | 1      |
| 1949-50  | Cleveland Barons      | 7      |
| 1950-51  | Cleveland Barons      | 8      |
| 1951-52  | Pittsburgh Hornets    | 1      |

### Campioni della stagione regolare della AHL (1953-1961)
| Stagione | Squadra             | Titolo |
| -------- | ------------------- | ------ |
| 1952-53  | Cleveland Barons    | 9      |
| 1953-54  | Buffalo Bisons      | 2      |
| 1954-55  | Pittsburgh Hornets  | 2      |
| 1955-56  | Providence Reds     | 1      |
| 1956-57  | Providence Reds     | 2      |
| 1957-58  | Hershey Bears       | 2      |
| 1958-59  | Buffalo Bisons      | 3      |
| 1959-60  | Springfield Indians | 1      |
| 1960-61  | Springfield Indians | 2      |

### Campioni della East Division (1962-1973)
| Stagione | Squadra               | Titolo |
| -------- | --------------------- | ------ |
| 1961-62  | Springfield Indians   | 3      |
| 1962-63  | Providence Reds       | 3      |
| 1963-64  | Quebec Aces           | 1      |
| 1964-65  | Quebec Aces           | 2      |
| 1965-66  | Quebec Aces           | 3      |
| 1966-67  | Hershey Bears         | 3      |
| 1967-68  | Hershey Bears         | 4      |
| 1968-69  | Hershey Bears         | 5      |
| 1969-70  | Montreal Voyageurs    | 1      |
| 1970-71  | Providence Reds       | 4      |
| 1971-72  | Boston Braves         | 1      |
| 1972-73  | Nova Scotia Voyageurs | 2      |

### Campioni della North Division (1974-1976)
| Stagione | Squadra               | Titolo |
| -------- | --------------------- | ------ |
| 1973-74  | Rochester Americans   | 1      |
| 1974-75  | Providence Reds       | 5      |
| 1975-76  | Nova Scotia Voyageurs | 3      |

### Campioni della stagione regolare della AHL (1977)
| Stagione | Squadra               | Titolo |
| -------- | --------------------- | ------ |
| 1976-77  | Nova Scotia Voyageurs | 4      |

### Campioni della North Division (1978-1996)
| Stagione | Squadra              | Titolo |
| -------- | -------------------- | ------ |
| 1977-78  | Maine Mariners       | 1      |
| 1978-79  | Maine Mariners       | 2      |
| 1979-80  | New Brunswick Hawks  | 1      |
| 1980-81  | Maine Mariners       | 3      |
| 1981-82  | New Brunswick Hawks  | 2      |
| 1982-83  | Fredericton Express  | 1      |
| 1983-84  | Fredericton Express  | 2      |
| 1984-85  | Maine Mariners       | 4      |
| 1985-86  | Adirondack R. Wings  | 1      |
| 1986-87  | Sherbrooke Canadiens | 1      |
| 1987-88  | Maine Mariners       | 5      |
| 1988-89  | Sherbrooke Canadiens | 2      |
| 1989-90  | Sherbrooke Canadiens | 3      |
| 1990-91  | Springfield Indians  | 4      |
| 1991-92  | Springfield Indians  | 5      |
| 1992-93  | Providence Bruins    | 1      |
| 1993-94  | Adirondack R. Wings  | 2      |
| 1994-95  | Albany River Rats    | 1      |
| 1995-96  | Springfield Falcons  | 1      |

### Campioni della New England Division (1997-2001)
| Stagione  | Squadra             | Titolo |
| --------- | ------------------- | ------ |
| 1996-97   | Worcester IceCats   | 1      |
| 1997-98   | Springfield Falcons | 2      |
| 1998-99   | Providence Bruins   | 2      |
| 1999-2000 | Hartford Wolf Pack  | 1      |
| 2000-01   | Worcester IceCats   | 2      |

### Campioni della East Division (2002-2011)
| Stagione | Squadra              | Titolo |
| -------- | -------------------- | ------ |
| 2001-02  | Bridgeport S. Tigers | 1      |
| 2002-03  | Binghamton Sen.s     | 1      |
| 2003-04  | Phila. Phantoms      | 1      |
| 2004-05  | Binghamton Sen.s     | 2      |
| 2005-06  | WBS Penguins         | 1      |
| 2006-07  | Hershey Bears        | 6      |
| 2007-08  | WBS Penguins         | 2      |
| 2008-09  | Hershey Bears        | 7      |
| 2009-10  | Hershey Bears        | 8      |
| 2010-11  | WBS Penguins         | 3      |

### Campioni della Northeast Division (2012-2015)
| Stagione | Squadra              | Titolo |
| -------- | -------------------- | ------ |
| 2011-12  | Bridgeport S. Tigers | 2      |
| 2012-13  | Springfield Falcons  | 3      |
| 2013-14  | Springfield Falcons  | 4      |
| 2014-15  | Hartford Wolf Pack   | 2      |

### Campioni della North Division (2016-)
| Stagione | Squadra         | Titolo |
| -------- | --------------- | ------ |
| 2015-16  | Toronto Marlies | 1      |